# Пам'ятник Тарасові Шевченку (Актау)
Пам'ятник Тарасові Шевченку — пам'ятник, споруджений у 1982 році в казахстанському місті Актау (до 1991 року — місто Шевченко), на честь поета Тараса Григоровича Шевченка, який перебував там у середині XIX століття на засланні.
У 2014 році в Актау була проведена реконструкція скверу біля пам'ятника. Роботи проводилися до 200-річчя з дня народження поета. На території біля пам'ятника була замінена бруківка, сходи й мармурове облицювання. Сам пам'ятник, за словами начальника міського відділу житлового господарства, був оновлений і покритий захисним шаром.

## Історія
У 1978 році Рада Міністрів Української РСР затвердила модель пам'ятника, який за задумом міністра середнього машинобудування Юхима Славського мали встановити в його улюбленому місті Шевченко (нині Актау). Авторами монумента стали українські скульптори Макар Вронський та Віктор Сухенко, архітектор Євген Федоров, він же лауреат Державної премії СРСР за архітектуру міста Шевченка. Пізніше автори пам'ятника були удостоєні Державної премії України імені Т. Г. Шевченка.
У березні 1980 року у Києві пам'ятник, вагою більше п'яти тонн та висотою п'ять метрів, відлили з бронзи, залізницею його доставили на Мангишлак. У липні фахівці київської скульптурної майстерні приступили до збору пам'ятника, в сквері велися зварювальні роботи, обладнали оглядовий майданчик. У жовтні 1982 року пам'ятник Кобзарю урочисто відкрили. Це був цілий комплекс, до якого входили видові тераси, сходовий спуск до моря, консольна плита й квіткові газони. На відкритті пам'ятника був присутній міністр машинобудування Юхим Славський, автори проекту — скульптори та архітектори, а також гості з Москви, Ленінграда, Києва й Алмати.
Пам'ятник, встановлений в Актау, цікавий тим, що Тараса Шевченка зобразили саме в тому віці, в якому він відбував тут заслання. Приблизно такий же пам'ятник, правда, трохи дешевший, знаходиться в музеї Форт-Шевченко. Колись по дорозі на пустельний півострів Тарас Шевченко підібрав в Гур'єві (нині Атирау) гілку верби, яку посадив уже тут, на Мангишлаці, тому біля обох пам'ятників посаджені верби. У місті Форт-Шевченко досі зберігся сад, частина дерев в ньому були висаджені руками Тараса Шевченка.